# Eletrobras Cepel
O Centro de Pesquisas de Energia Elétrica (Cepel) foi criado em 21 de janeiro de 1974 por meio de Escritura Pública celebrada pelas empresas Eletrobras, Chesf, Furnas, Eletronorte e Eletrosul. Maior centro de pesquisas em energia elétrica do Hemisfério Sul, o Cepel contribui para o desenvolvimento da indústria e do setor elétrico brasileiro. Em parceria com o meio acadêmico e com apoio das Empresas Eletrobras, tem atuação consolidada em pesquisa, desenvolvimento e inovação nas áreas de otimização energética, análise de redes elétricas, automação de sistemas, gestão de ativos, energias renováveis e sustentabilidade, laboratórios e pesquisa experimental, além de serviços tecnológicos. 
A infraestrutura laboratorial do Cepel é um patrimônio da tecnologia brasileira. O Centro oferece a seus pesquisadores e técnicos altamente qualificados um amplo aparato técnico-científico para desenvolver soluções complexas e inovadoras para as áreas de geração, transmissão, distribuição e comercialização de energia elétrica. Outros setores produtivos, como os de transportes, petroquímico e alimentício, também se beneficiam de nossas soluções.   

## Estrutura

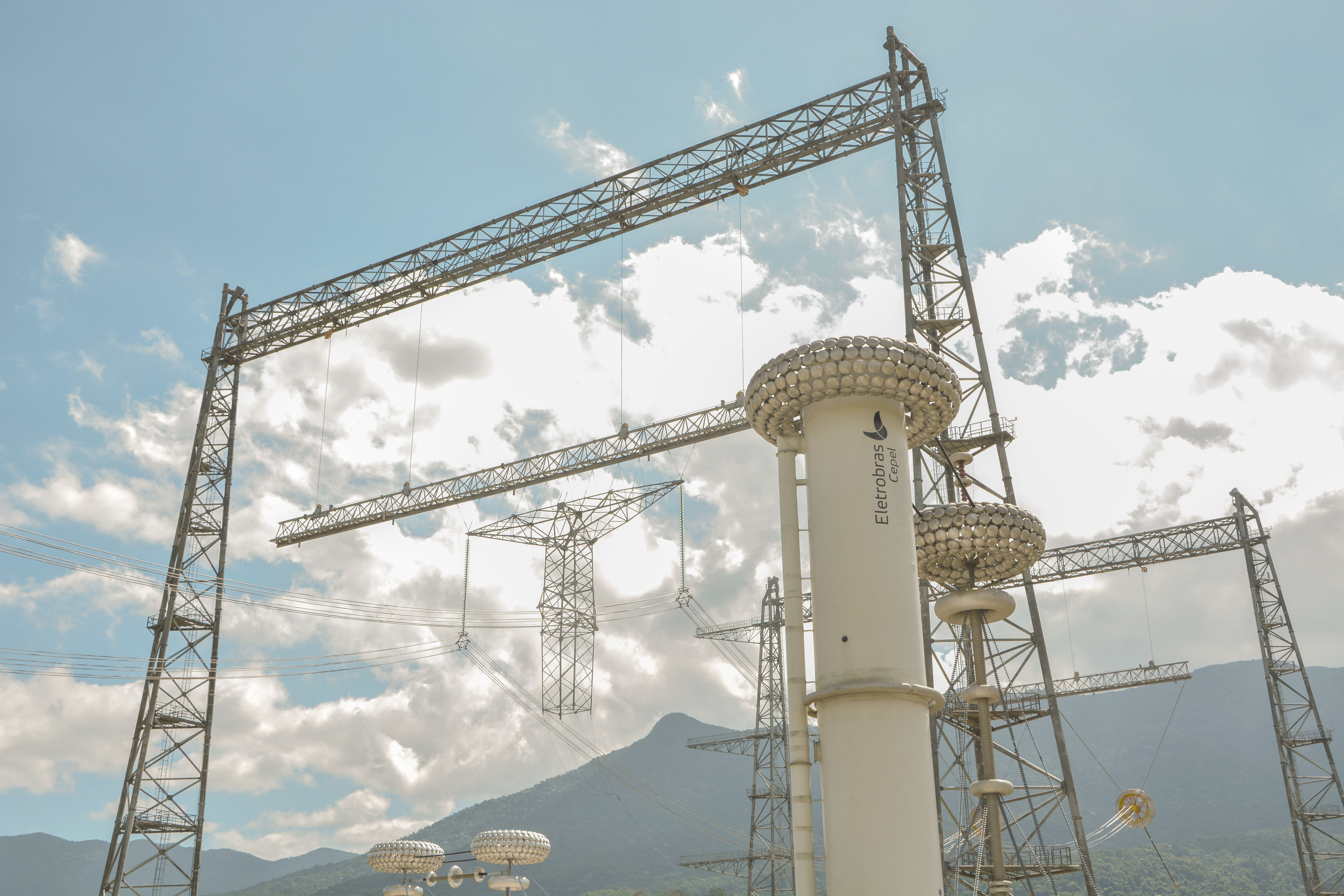
Unidade de Adrianópolis - Laboratório de ultra-alta tensão

O Cepel tem duas unidades – sua sede na Ilha do Fundão e uma localizada em Adrianópolis, Nova Iguaçu – que abrigam diversos laboratórios, onde são efetuados trabalhos envolvendo alta tensão, alta corrente, alta potência, certificação de equipamentos etc.

## Diretorias
A Diretoria Executiva do Centro é composta por quatro diretores que comandam diferentes áreas: o Diretor-Geral, Amilcar Guerreiro; o Diretor de Tecnologia, Mauricio Barreto Lisboa; o Diretor de Laboratórios e Pesquisa Experimental, Orsino Borges de Oliveira Filho; e a Diretora de Gestão Corporativa, Consuelo Garcia.

## Departamentos
As atividades técnicas do Cepel estão divididas entre duas diretorias – as de Tecnologia (DT) e Laboratórios e Serviços Tecnológicos (DL) – e sete departamentos.
Departamentos da DL:

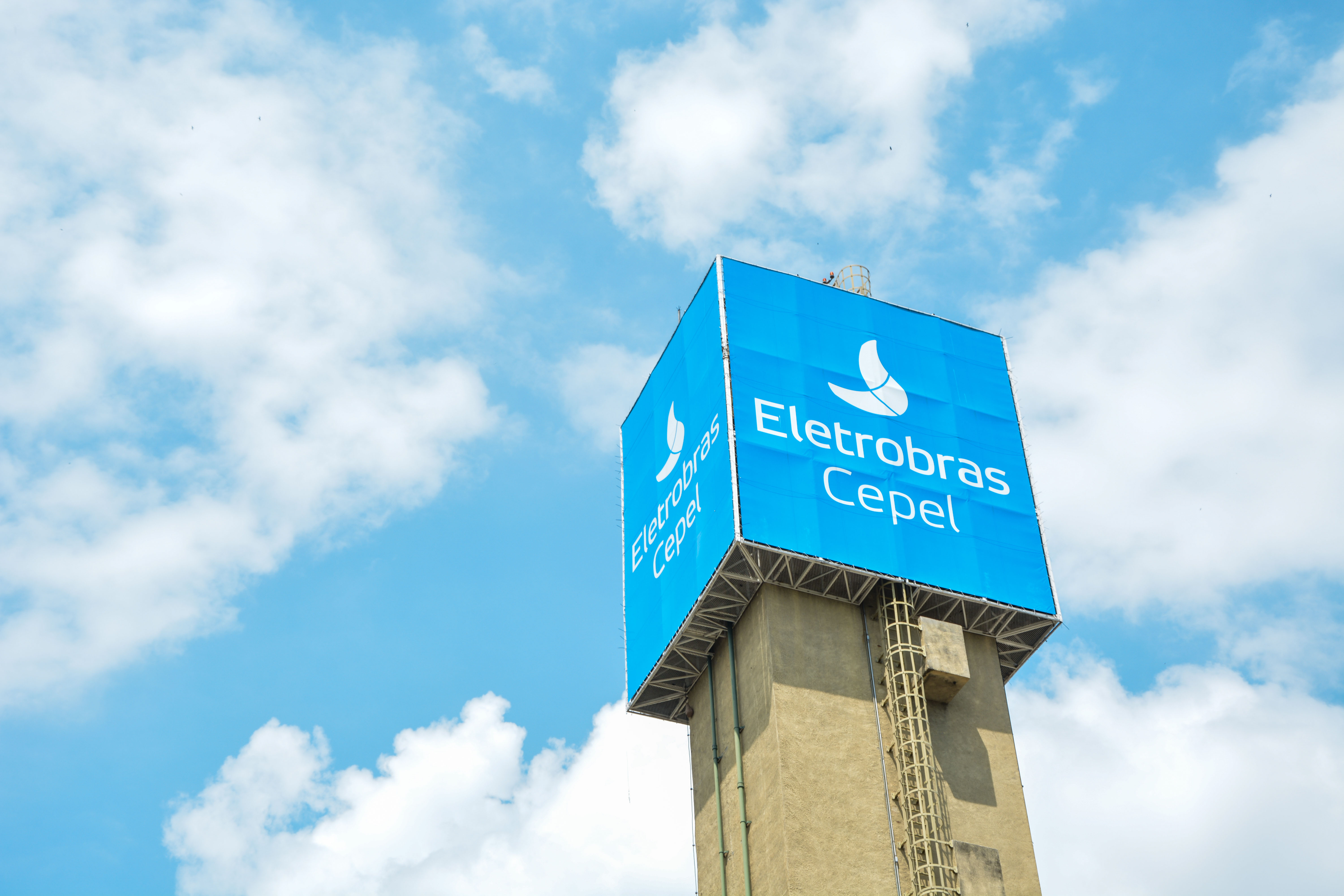
Centro de Pesquisas de Energia Elétrica (Cepel)

- Departamento de Equipamentos Elétricos (DEE);

- Departamento de Materiais e Mecatrônica (DMM), e
- Departamento de Eficiência Energética e Certificação (DEC).

Departamentos da DT:
- Departamento de Sistemas EletroEnergéticos (DSE);
- Departamento de Automação de Sistemas (DAS);
- Departamento de Transição Energética e Sustentabilidade (DTS), e
- Departamento de Tecnologia em Gestão de Ativos (DGA).

Os departamentos atuam em conjunto para oferecer serviços e ensaios em 11 diferentes áreas de atuação. São elas: Alta e Ultra-Alta Tensão, Alta Potência, Avaliação de Campo, Calibração, Diagnóstico, Eficiência Energética, Estudos e Consultorias, Inspeções e Perícias, Materiais e Mecânica, Medição de Energia e Redes Inteligentes.
O Cepel também abriga material do Centro Brasileiro de Referência para as Energias Solar e Eólica, além de abrigar a página do CRESESB em seu domínio na web.